# بيير نوفيل
ولد في باريس سنة1981، فنان وسينوغرافي فرنسي، مقيم في فيلا ميديشي في روما عام 2014-2015.
أسس المجموعة متعددة التخصصات Factoid التي تجمع بين مصوري الفيديو والموسيقيين ومصممي الجرافيك ومصممي السينوغرافيا، فقد أنشأ مع جان فرانسوا بيريه أول إبداع مسرحي له كمصور فيديو، وهي مسرحية تم إنشاؤها عام 2005 في أفينيون مهرجان . يبدأ هذا الإبداع سلسلة من التعاون مع العديد المخرجين

## المذكرات و المراجع
1. ↑  "Villa medici". villamedici.it. مؤرشف من الأصل في 2016-11-21. اطلع عليه بتاريخ 2016-11-20.